# Alsófalu
Alsófalu (szlovákul: Polina) község Szlovákiában, a Besztercebányai kerületben, a Nagyrőcei járásban.

## Fekvése
Tornaljától 12 km-re északnyugatra, a Turóc-patak jobb partján fekszik.

## Története
A falu a 14. században keletkezett, első írásos említése 1325-ből származik „Polanfolua" néven. 1427-ben „Polanfalwa", 1434-ben „Alsofalu" néven szerepel írott forrásokban. A Zsoldos és a Szkárosi család birtoka volt, később más családok is a birtokolták. 1427-ben 14 portával adózott.
A 18. század végén Vályi András így ír róla: „ALSÓ FALU. Polyna. Magyar falu Gömör Vármegyében, birtokosai több Nemes Urak, lakosai reformátusok, fekszik Gömörtől nem meszsze. Határbéli földgye három nyomásbéli, két része elég termékeny; de a’ harmad része sovány, legelője elegendő, mind a’ két féle fája, piatzozásai nem meszsze, szenet is égethetnek, az Uraságnak erdejében vadászattya igen szép, gyümöltsös kertyei gazdagok, kendert áztató víze alkalmatos, melly tulajdonságaihoz képest, második Osztálybéli."
1828-ban 54 házában 371 lakos élt. Lakói mezőgazdasággal, állattartással, szénégetéssel, fuvarozással foglalkoztak.
A 19. század közepén Fényes Elek eképpen írja le: „Alsó-Falu, magyar falu Gömör és Kis-Hont vmegyékben, a Thurócz vize mellett, Ratkohoz délkeletre 3 órányira. 9 kath., 362 ref. lak. Földjei részint síkságon, részint és inkább dombokon feküsznek, s termékenyek; rétjei jók; tölgyes erdeje derék. F. u. Farkas nemzetségbeliek s m. t."
Borovszky monográfiasorozatának Gömör-Kishont vármegyét tárgyaló része szerint: „Alsófalu, magyar kisközség, nagyobbára ev. ref. vallású lakosokkal, kiknek a száma 354. A községre I. Ferdinánd új adománylevelet ad 1550-ben a Soldos, Hanvay, Darvas, Nagyszájú, Sándor, Szkárosy, másként Fityke és a Kerepeczy családoknak. Később a Farkas, a Draskóczy és a Kubinyi családok a földesurai, most pedig Krebsz Rudolfnak van itt nagyobb birtoka. A XVIII. században „Polina” tót néven is előfordul. A községben ev. ref. templom van, melyet 1883-ban építettek. Ide tartozik Ilonhalma puszta is. A falunak Szkároson van a postája és távírója, a vasúti állomása pedig Tornallyán."
A trianoni diktátumig Gömör-Kishont vármegye Tornaljai járásához tartozott, ezután az új csehszlovák állam része lett. Mezőgazdasági jellegét később is megőrizte. 1938 és 1944 között újra Magyarországhoz tartozott.

## Népessége
| Év:            | 1994. | 2004.   | 2014.   | 2024.    |
| -------------- | ----- | ------- | ------- | -------- |
| Emberek száma: | 127   | 124     | 120     | 103      |
| Eltérés:       |       | -2,36 % | -3,22 % | -14,16 % |

| Év:            | 2023. | 2024.   |
| -------------- | ----- | ------- |
| Emberek száma: | 101   | 103     |
| Eltérés:       |       | +1,98 % |

1910-ben 287-en, túlnyomórészt magyarok lakták.
2001-ben 120 lakosából 81 magyar és 31 szlovák.
2011-ben 126 lakosából 83 magyar és 35 szlovák.

## Nevezetességei
Klasszicista kúria a 19. század elejéről.